# Municipio de San Juan Tamazola
El municipio de San Juan Tamazola es un municipio del estado de Oaxaca, cuya cabecera es San Juan Tamazola. Se encuentra ubicado en la Sierra Madre del Sur, en la Mixteca Alta.
De acuerdo con el censo del 2011, la población es de 3446 personas, de las cuales 1768 son mujeres y 1678 son hombres.

## Historia
El municipio de San Juan Tamazola tiene una existencia de 900 años antes de la llegada de los españoles a México. En un análisis que acompaña una edición facsimilar del códice Vindobonensis se menciona que los caciques de San Juan Tamazola formaban parte de los descendientes de los primeros señores mixtecos que provenían de Tilantongo.

## Demografía
El municipio de San Juan Tamazola de acuerdo con los resultados del Censo de Población y Vivienda llevado a cabo en 2010 por el Instituto Nacional de Estadística y Geografía, tiene una población total de 3 446 personas, de las que 1 678 son hombres y 1 768 son mujeres.
La densidad de población asciende a un total de 9.55 personas por kilómetro cuadrado.

### Localidades
El municipio incluye en su territorio un total de 54 localidades. Las principales, considerando su población del Censo de 2010 son:
| Localidad             | Población |
| Total Municipio       | 3 466     |
| Llano de la Canoa     | 748       |
| San Juan Yuta         | 432       |
| Yucuxina              | 422       |
| Monte Frío            | 325       |
| San Juan Monte Flor   | 277       |
| Llano Par             | 169       |
| San Isidro Trementina | 165       |
| San Juan Tamazola     | 164       |
| San José              | 84        |
| San José Ojo de Agua  | 63        |
| Tidua                 | 41        |
| Loma de Metate        | 7         |

## Política
El gobierno de San Juan Tamazola se rige por principio de usos y costumbres que se encuentra vigente en un total de 424 municipios del estado de Oaxaca y en las cuales la elección de autoridades se realiza mediante las tradiciones locales y sin la intervención de los partidos políticos. 
El ayuntamiento de San Juan Tamazola esta integrado por el presidente municipal, un síndico y un cabildo integrado por cinco regidores.

### Representación legislativa
Para la elección de diputados locales al Congreso de Oaxaca y de diputados federales a la Cámara de Diputados federal, el municipio de San Juan Tamazola se encuentra integrado en los siguientes distritos electorales:
Local:
- Distrito electoral local de 5 de Oaxaca con cabecera en Asunción Nochixtlán.[7]

Federal:
- Distrito electoral federal 3 de Oaxaca con cabecera en Heroica Ciudad de Huajuapan de León.[8]